# Hanoch Levin
Hanoch Levin (Tel Aviv, 18 dicembre 1943 – 18 agosto 1999) è stato un drammaturgo, poeta e regista teatrale israeliano.

## Infanzia

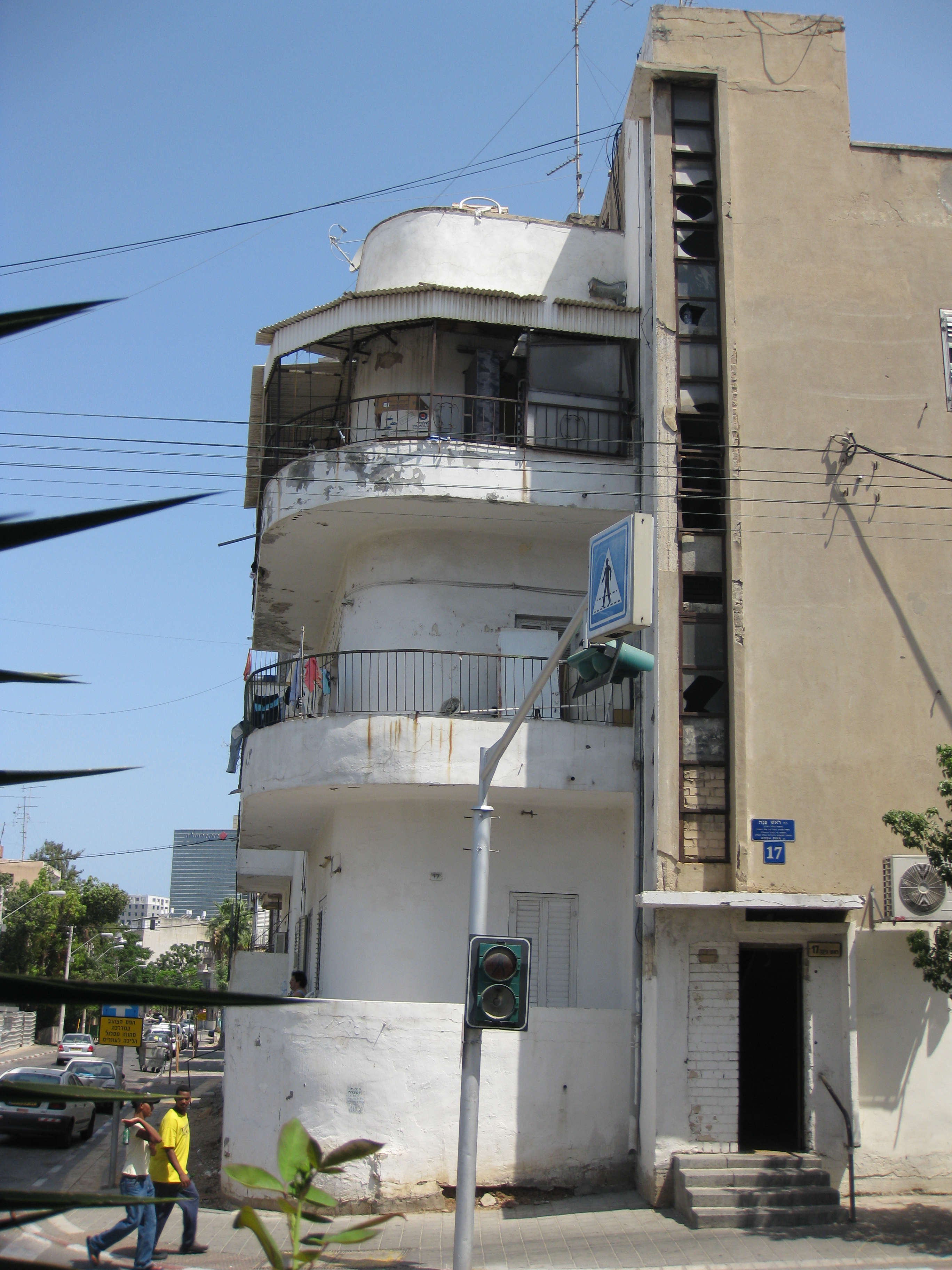
Casa natale di Hanoch Levin

Hanoch Levin è nato nel 1943 da Malka e Israel Levin, emigrati ebrei nella Palestina britannica nel 1935 da Łódź, in Polonia. È cresciuto in una famiglia religiosa nel quartiere di Neve Sha'anan a sud di Tel Aviv, dove suo padre – morto di un attacco di cuore quando Hanoch aveva 12 anni – gestiva un negozio di alimentari.
Da bambino ha frequentato le scuole religiose Yavetz e Zeitlin, ma ha lasciato presto gli studi per sostenere la famiglia. Ha lavorato come fattorino per la società Herut e ha frequentato le lezioni in una scuola serale per i giovani presso la scuola media Ironi Aleph. Si è unito ad un club teatrale e ha recitato in Michal, figlia di Saul di Aharon Ashman.
Nel 1950, suo fratello, David, di nove anni più grande di lui, aveva già lavorato come assistente alla regia presso il Teatro Cameri.
Durante la sua vita ha composto 63 opere teatrali e ne ha dirette 22, alcune delle quali prodotte dal Teatro Nazionale Habima.
È morto di cancro il 18 agosto 1999. Ha continuato a lavorare anche in ospedale, quasi fino all'ultimo giorno, senza tuttavia fare in tempo a completare la messa in scena del suo ultimo spettacolo.
La morte di Levin ha suscitato nuovo interesse per le sue opere. Una versione aggiornata della satira politica "Io, tu e la prossima guerra" è stata messa in scena dal 2004 al 2008 da parte della compagnia originale con Bart Berman al pianoforte
Nel 2000 il musicista Dudi Levi ha pubblicato il disco Progetto Hanoch Levin, composto da undici canzoni composte dallo stesso Levin.

## Caratteristiche delle opere

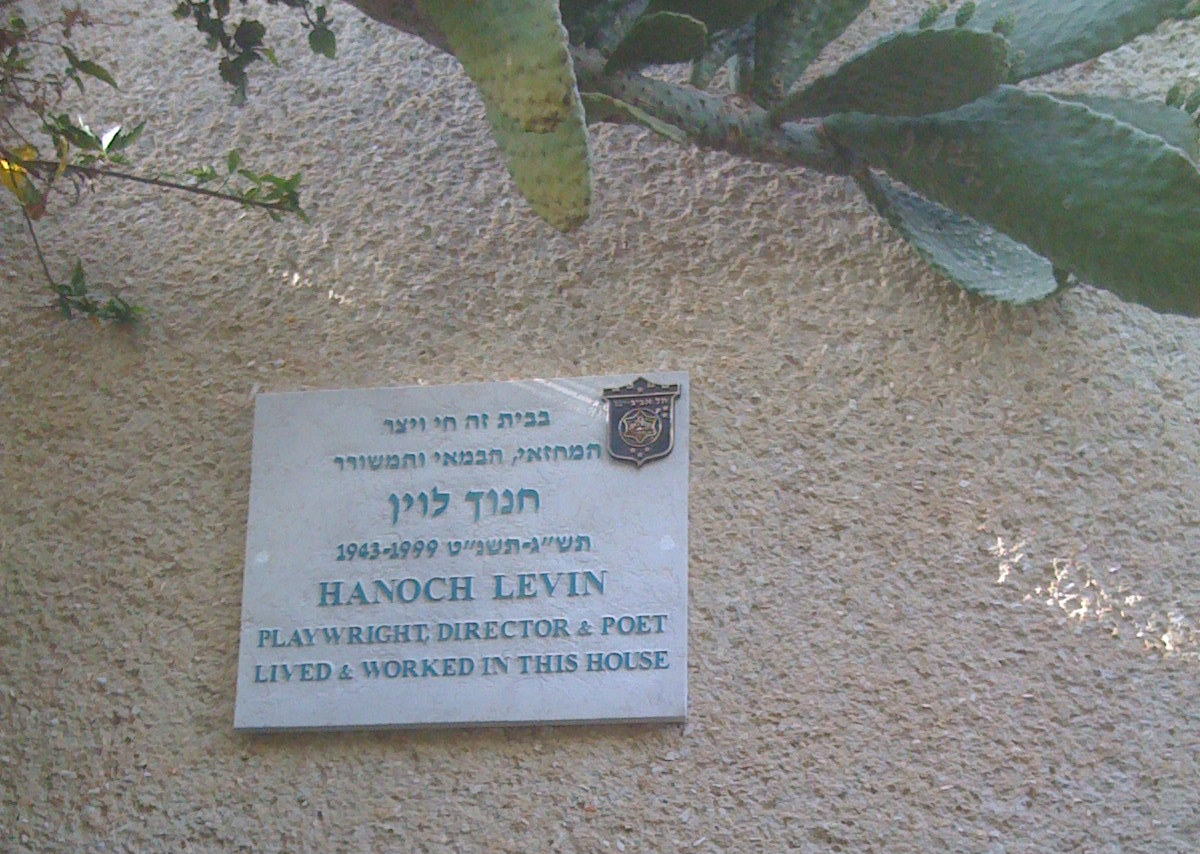
Targa in memoria di Hanoch Levin sulla sua casa a Tel Aviv

Nurit Yaari divide i drammi di Levin in tre categorie generali, in base ai loro temi, personaggi e forme teatrali:
Cabaret satiriciI primi pezzi politici di Levin, "una reazione immediata alla realtà politica in vigore al momento della loro presentazione ... i cabaret di Levin sono composti da una serie di schizzi intervallati da canti".
Commedie domesticheOpere focalizzate su piccoli elementi rappresentativi della società: gli individui, le famiglie, gli amici ed i vicini di casa, "lo spazio drammatico di questi giochi si estende tra la casa, come la più piccola unità, e il quartiere. La città e il paese non sono menzionati ". In questo gruppo sono riconoscibili tre sottocategorie:
- Corteggiamento e matrimonio;
- Una famiglia particolare;
- Un quartiere.

Spettacoli sul destinoOpere filosofiche e mitiche, di solito basate su antichi miti e testi biblici. Questi testi variano notevolmente in termini di trama, di struttura e dei miti a cui attingono, ma abitualmente mostrano temi simili come "le sofferenze e le umiliazioni subite dal popolo" e "l'inutilità della sofferenza umana", così come i motivi ricorrenti de "il degrado e la morte".

## Vita privata
Levin è stato sposato due volte, prima con Naava Koresh e poi con Edna Koren. La sua partner negli ultimi anni della sua vita è stata Lilian Baretto. Ha avuto quattro figli.
Levin era noto per il suo rifiuto di rilasciare interviste.